# 쿠츠타운 대학교
쿠츠타운 대학교(Kutztown University of Pennsylvania, Kutztown University, KU)는 미국 펜실베이니아주 쿠츠타운에 위치한 공립 대학이다. 펜실베이니아 주립 고등교육 시스템(PASSHE)의 일부이다.
1866년 처음 설립된 쿠츠타운 대학교는 키스톤 사범대학으로서 시작되었다. 1928년 Kutztown State Teachers College로 교명이 변경되었다. 1960년 교육 외 프로그램으로 확장되었고 1983년 현재의 교명 "쿠츠타운 대학교"를 사용하기에 이르렀다.